# Cereopsius guttulatus
Cereopsius guttulatus là một loài bọ cánh cứng trong họ Cerambycidae.